# Бреннан, Маргарет
Маргарет Бреннан (англ. Margaret Brennan; род. 26 марта 1980, Стамфорд, Коннектикут, США) — американская журналистка, ведущая программы Face the Nation на CBS News. Ранее она была корреспонденткой Си-би-эс в Белом доме и с 2012 года освещала события в Вашингтоне.
До CBS Бреннан была ведущей шоу InBusiness на Bloomberg Television. Также была корреспонденткой CNBC, участвуя в различных программах NBC News.
Бреннан является членом Совета по международным отношениям и клуба Gridiron. Она также входит в состав консультативного совета выпускников Школы Виргинского университета и Консультативного совета Школы Smurfit в Университетском колледже Дублина.

## Ранний период жизни и образование
Бреннан родилась 26 марта 1980 года в Стамфорде, штат Коннектикут, США, в семье Эдварда Бреннана и Джейн Бреннан, учительницы искусства и истории искусств начальной школы в школьном округе Пенсбери, штат Пенсильвания. Она ирландского происхождения.
В 1998 году с отличием окончила Монастырь Святого Сердца в Гринуиче, штат Коннектикут. В 2002 году с отличием окончила Виргинский университет, получив степень бакалавра гуманитарных наук в области международных отношений и ближневосточных исследований с дополнительным изучением арабского языка. Благодаря своей диссертации она стала стипендиатом Эммериха-Райта. Она также училась в Университете Ярмук в Ирбиде, Иордания, по гранту Фулбрайта-Хейса.
В 2015 году получила почётную степень доктора гуманитарных наук Ниагарского университета.

## Карьера

### CNBC
В 2002 году начала свою карьеру в сфере деловых новостей на канале CNBC в качестве продюсера финансового журналиста Луи Ракейсера. Она писала, проводила исследования и приглашала гостей для участия в еженедельной программе Wall Street Week with Louis Rukeyser и специальных выпусков в прайм-тайм.
Позже Бреннан работала продюсером программы Street Signs, для которой она приглаша гостей и готовила интервью с президентом США Джорджем Бушем и государственным секретарём США Колином Пауэллом.
В качестве корреспондента CNBC она освещала финансовый кризис 2008 года, уделяя внимание проблемам потребителей.
Бреннан проводила интервью с генеральным директором сети Walmart Ли Скоттом и премьер-министром Ирландии Брайаном Коуэном. В 2009 году она стала первой, кто рассказал о ликвидации компании Circuit City и регулярно освещала меняющиеся потребительские тенденции в сети.

### Bloomberg
24 июня 2009 года Бреннан покинула CNBC, чтобы присоединиться к каналу Bloomberg Television.
В Bloomberg она была ведущей будничной программы InBusiness, которая транслировалась в прямом эфире с Нью-Йоркской фондовой биржи и была посвящена главным политическим, экономическим и глобальным финансовым новостям, влияющим на рынок. За время своего пребывания в должности она вела прямые трансляции из Эр-Рияда, Дубая, Каира, Лондона, Дублина, Абу-Даби и Давоса. Бреннан освещала главные новости, связанные с европейским долговым кризисом, крупнейшим случаем инсайдерской торговли в истории США и разливом нефти BP. Она вела прямую трансляцию с площади Тахрир, когда президент Египта Хосни Мубарак ушёл в отставку после 30 лет пребывания у власти.
Бреннан покинула Bloomberg в 2012 году; 27 апреля 2012 года она провела своё последнее шоу InBusiness. Причиной для ухода был указан поиск новых возможностей.

### Си-Би-Эс

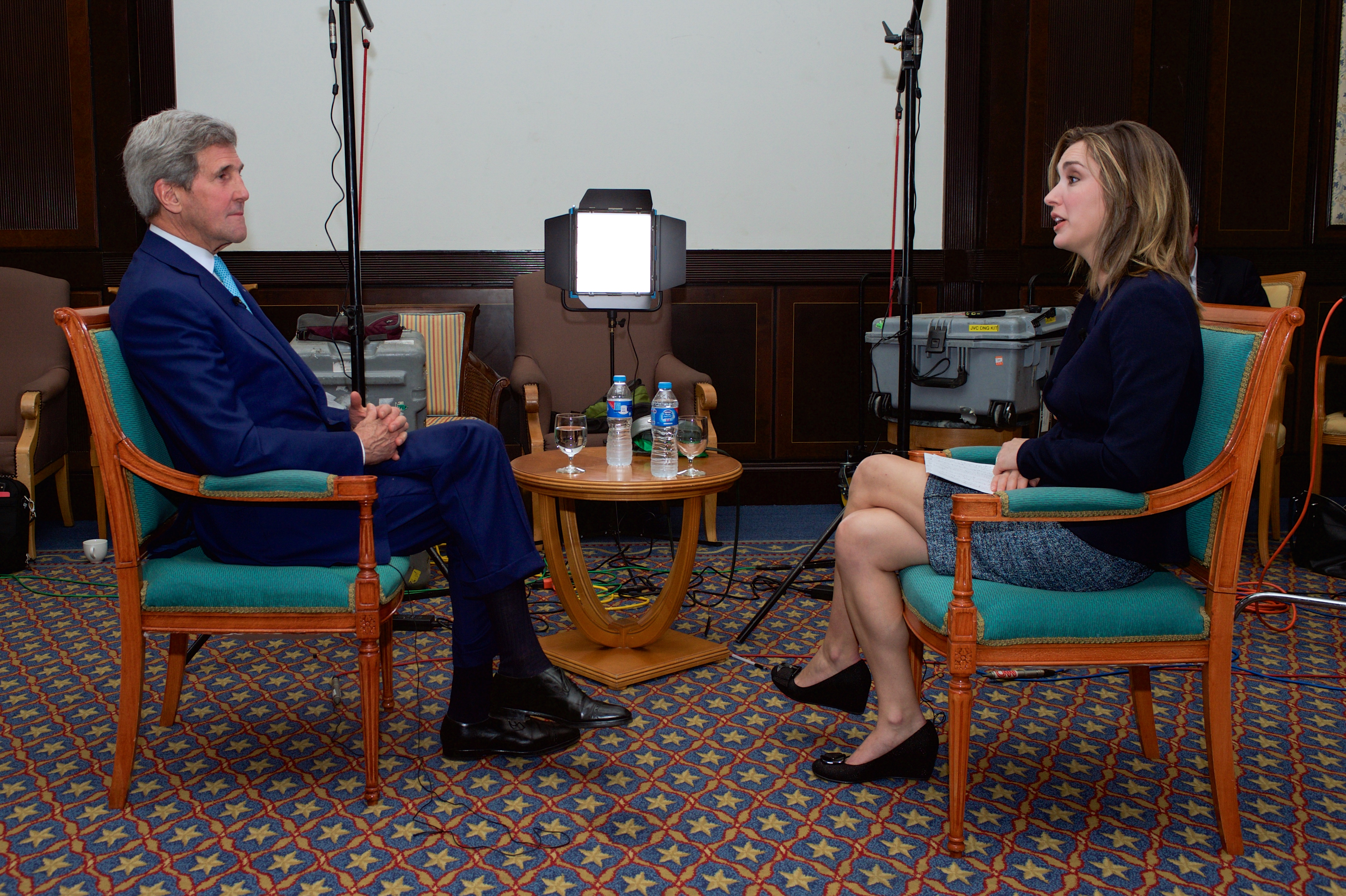
Бреннан с государственным секретарём США Джоном Керри в 2015 году

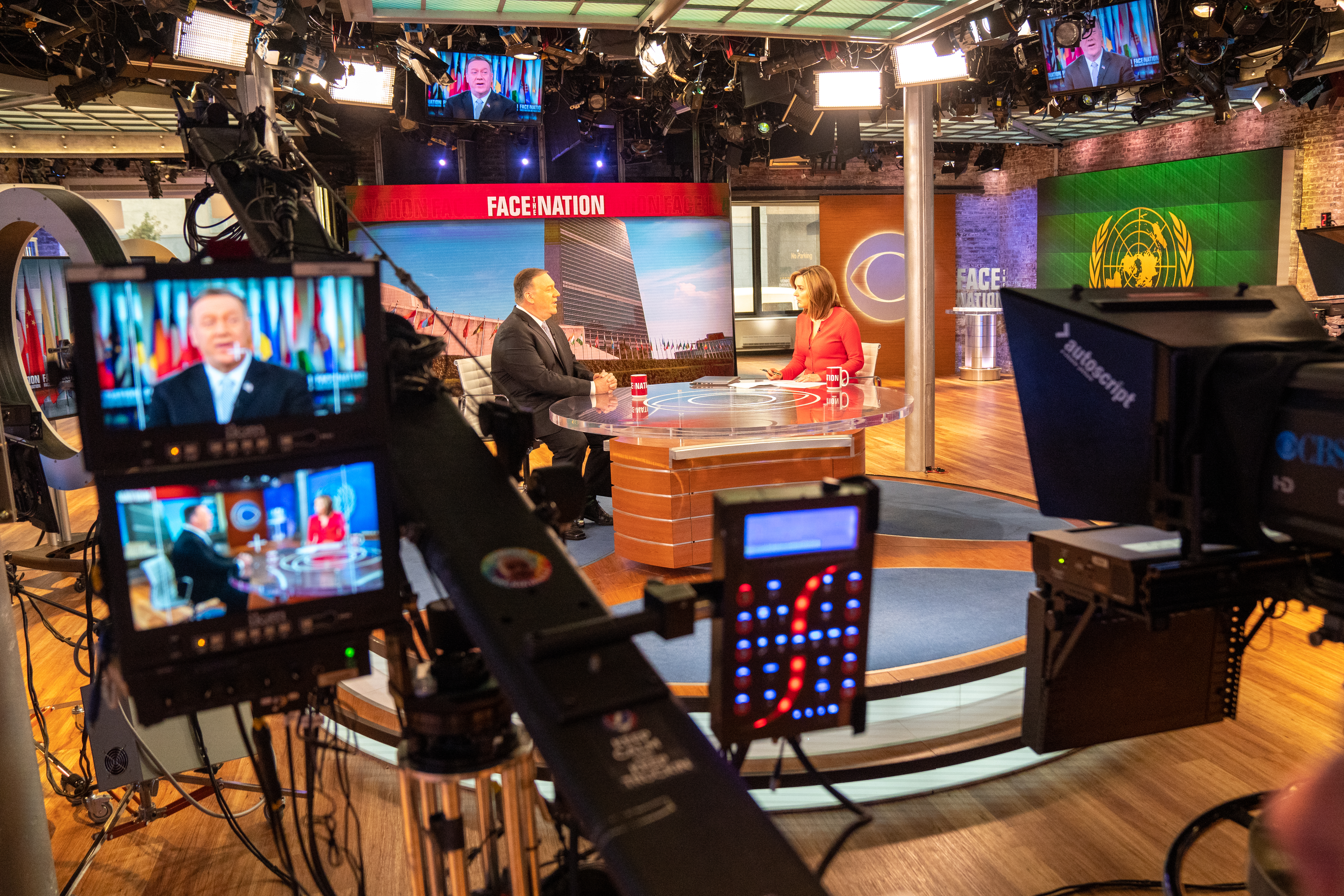
Бреннан берёт интервью у государственного секретаря США Майка Помпео в 2019 году

В июле 2012 года Бреннан присоединилась к CBS News, отделу Си-би-эс, и с тех пор живёт в Вашингтоне. Она освещала события в Белом доме при администрациях Барака Обамы и Дональда Трампа для программ Си-би-эс. Она является заместителем ведущего программы CBS This Morning и CBS Evening News. Бреннан также была частью команды CBS News, удостоенной Премии Альфреда И. Дюпона – Колумбийского университета в 2012–2013 годах за освещение массового убийство в начальной школе в Сэнди-Хук.

## Награды

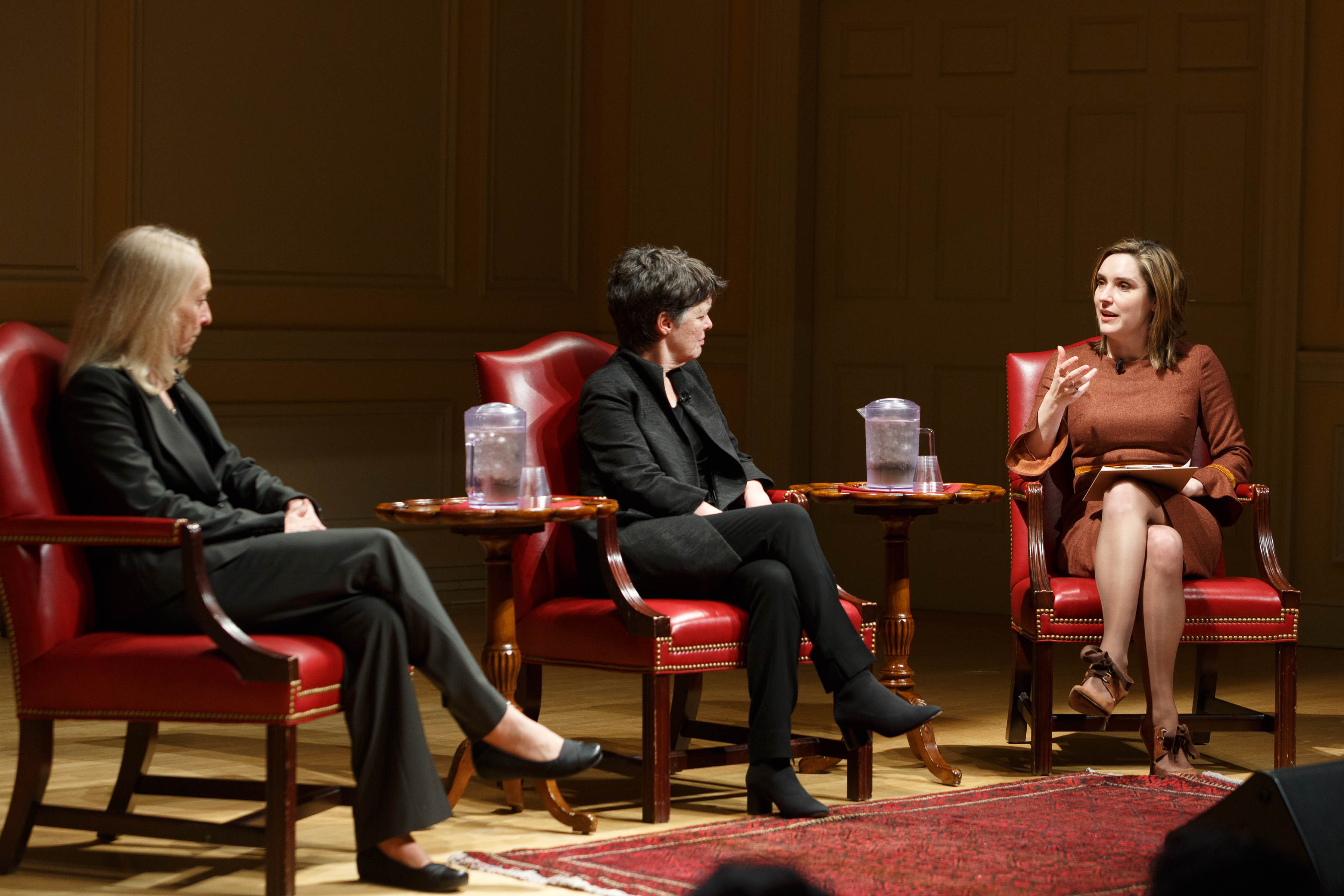
Бреннан (справа) говорит об ирландско-американской идентичности с и Элис Макдермотт в 2020 году

- Орден «За заслуги» III степени (23 августа 2022 года, Украина) — за значительные личные заслуги в укреплении межгосударственного сотрудничества, поддержку государственного суверенитета и территориальной целостности Украины, весомый вклад в популяризацию Украинского государства в мире[26].
- Журнал Irish America[англ.] назвал её одной из лучших американок ирландского происхождения и одной из 100 лучших американок ирландского происхождения в бизнесе и СМИ. В 2003 году сервис NewsBios[англ.] назвал её одной из лучших журналисток в возрасте до 30 лет[27].
- Бреннан получила премию «Эмми» в номинации «Выдающиеся новости» за интервью 2018 года с отцом погибшего студента средней школы Марджори Стоунман Дуглас. Она также получила две номинации на «Эмми» в категории «Выдающийся анализ новостей» за освещение пандемии COVID-19 и отношений между Ираном и США[28].
- В 2020 году она получила премию Премию Уилбура[англ.] от Совета религиозных коммуникаторов[29]. В 2021 году она заняла первое место в Национальной премии хедлайнеров за освещение вспышки COVID-19 в фильме «Лицом к лицу с пандемией»[30].

## Личная жизнь
В 2015 году Бреннан вышла замуж на Ядо Якуба, юриста, который является военным прокурором в Корпусе морской пехоты США. 30 апреля 2018 года во время выступления на «Позднем шоу со Стивеном Кольбером» Бреннан объявила, что беременна. Мальчик родился 11 сентября 2018 года. 23 декабря 2020 года она объявила в Instagram, что ждёт второго ребёнка. Второй сын родился 28 апреля 2021 года.